# 中安村
中安村（なかやすむら）は、かつて兵庫県中西部（西播磨地区）に存在していた佐用郡の村。
1955年、徳久村、宍粟郡三河村と合併し、佐用郡南光町となったため地方自治体としては消滅した。
旧村域は現在の佐用町の中部に相当する。

## 概要
現在の佐用郡佐用町中島、多賀、米田、安川、宝蔵寺、土井、小山に相当する。

## 沿革
- 1889年（明治22年）4月1日 - 町村制施行に伴い佐用郡中安村発足。
- 1955年（昭和30年）7月20日 - 徳久村、三河村と合併し南光町が発足したため消滅。

なお、「南光」の名は三河村の船越山にある南光坊瑠璃寺に由来したものである。